# Dong Yinchu
Dong Yinchu (chinesisch 董寅初; * 20. September 1915 in Hefei, Anhui; † 23. Juni 2009) war ein chinesischer Politiker der Zhi-Gong-Partei, der unter anderem zwischen 1988 und 1997 Vorsitzender der Zhi-Gong-Partei war. Er war des Weiteren zwischen 1988 und 1993 Mitglied des Ständigen Ausschusses des Nationalen Volkskongresses sowie von 1993 bis 1998 Vize-Vorsitzender des Nationalkomitees der Politischen Konsultativkonferenz des chinesischen Volkes (PKKCV).

## Leben
Dong Yinchu wuchs in Suzhou in der Provinz Jiangsu auf und begann nach dem Schulbesuch ein Studium an der Kwang Hua University. Dieses setzte er an der Jiaotong-Universität Shanghai fort und schloss es 1938 ab. Im Anschluss arbeitete er als Redakteur bei Tageszeitungen in Shanghai und Hongkong, ehe er 1939 nach Indonesien verzog. Dort gründete er die Tageszeitung Tian Sheng Daily und war bis 1947 deren Manager und Chefredakteur. 1947 kehrte er nach Shanghai zurück und war Manager der dortigen Niederlassung des in Indonesien ansässigen Unternehmens Jianyuan Company. Nach Gründung der Volksrepublik China am 1. Oktober 1949 wurde er stellvertretender Generaldirektor der Gemeinsamen staatlich-privaten Gesellschaft für Außenhandel in Shanghai sowie Vizepräsident der dortigen Föderation der zurückgekehrten Auslandschinesen.
Dong wurde während der Kulturrevolution verfolgt und nahm seine Arbeit erst nach dem Sturz der Viererbande 1976 wieder auf. 1978 wurde er Mitglied des Nationalkomitees der Politischen Konsultativkonferenz des chinesischen Volkes (PKKCV), ein beratendes Gremium im Staatsapparat der Volksrepublik China, das sowohl aus Mitgliedern der KPCh wie aus Nichtparteimitgliedern oder Mitgliedern anderer Parteien, den sogenannten „Acht Demokratischen Parteien und Gruppen“, besteht. Er gehörte dem Nationalkomitee der PKKCV nach seiner Bestätigung 1983 in der fünften und sechsten Legislaturperiode bis 1988 an. Im Anschluss war er in der siebten Legislaturperiode zwischen 1988 und 1993 Mitglied des Ständigen Ausschusses des Nationalen Volkskongresses, ein Komitee mit etwa 150 Mitgliedern des Nationalen Volkskongresses, welcher zwischen Plenartreffen des Nationalen Volkskongresses einberufen wird und gemäß der Verfassung der Volksrepublik China Gesetzgebungen innerhalb einer vom Volkskongress gestellten Frist bearbeitet, womit er de facto das Parlament der Volksrepublik ist. 
Im April 1988 löste Dong Yinchu Huang Dingchen als Vorsitzender der Zhi-Gong-Partei ab und hatte diese Funktion bis Dezember 1997 inne, woraufhin Luo Haocai seine Nachfolge antrat. Zugleich wurde er 1993 in der achten Legislaturperiode Vize-Vorsitzender des Nationalkomitees der Politischen Konsultativkonferenz des chinesischen Volkes und übte das Amt bis 1998 aus. Im Dezember 1997 wurde er zudem Ehrenvorsitzender der Zhi-Gong-Partei und bekleidete diese Funktion bis zu seinem Tode am 23. Juni 2009.